# Микелини, Альберто
Альберто Микелини (итал. Alberto Michelini; род. 25 июля 1941, Рим) — итальянский журналист и политик.

## Биография
Альберто Микелини родился 25 июля 1941 года в Риме. Обучался в римском университете «Сапиенца».
Начал карьеру журналиста в конце 1970-х годов в качестве ведущего и специального корреспондента в компании RAI. Микелини был одним из первых, кто взял интервью у Папы Иоанна Павла II, а позже написал десять книг о его понтификате. В 1981 году Микелини задокументировал попытку убийства понтифика.
Некоторое время спустя Микелини присоединился к Христианско-демократической партии, после чего дважды переизбирался в Европейский парламент и Палату депутатов.
В 1994 году Микелини вновь был переизбран в Палату депутатов, но через несколько месяцев покинул партию. В следующем году он присоединился к партии «Вперёд, Италия» и стал кандидатом на пост президента Лацио на региональных выборах 1995 года.
В 2006 году Микелини покинул партию «Вперёд, Италия» из-за отказа поддержать кандидатуру Джованни Алеманно на пост мэра Рима.